# LoRa

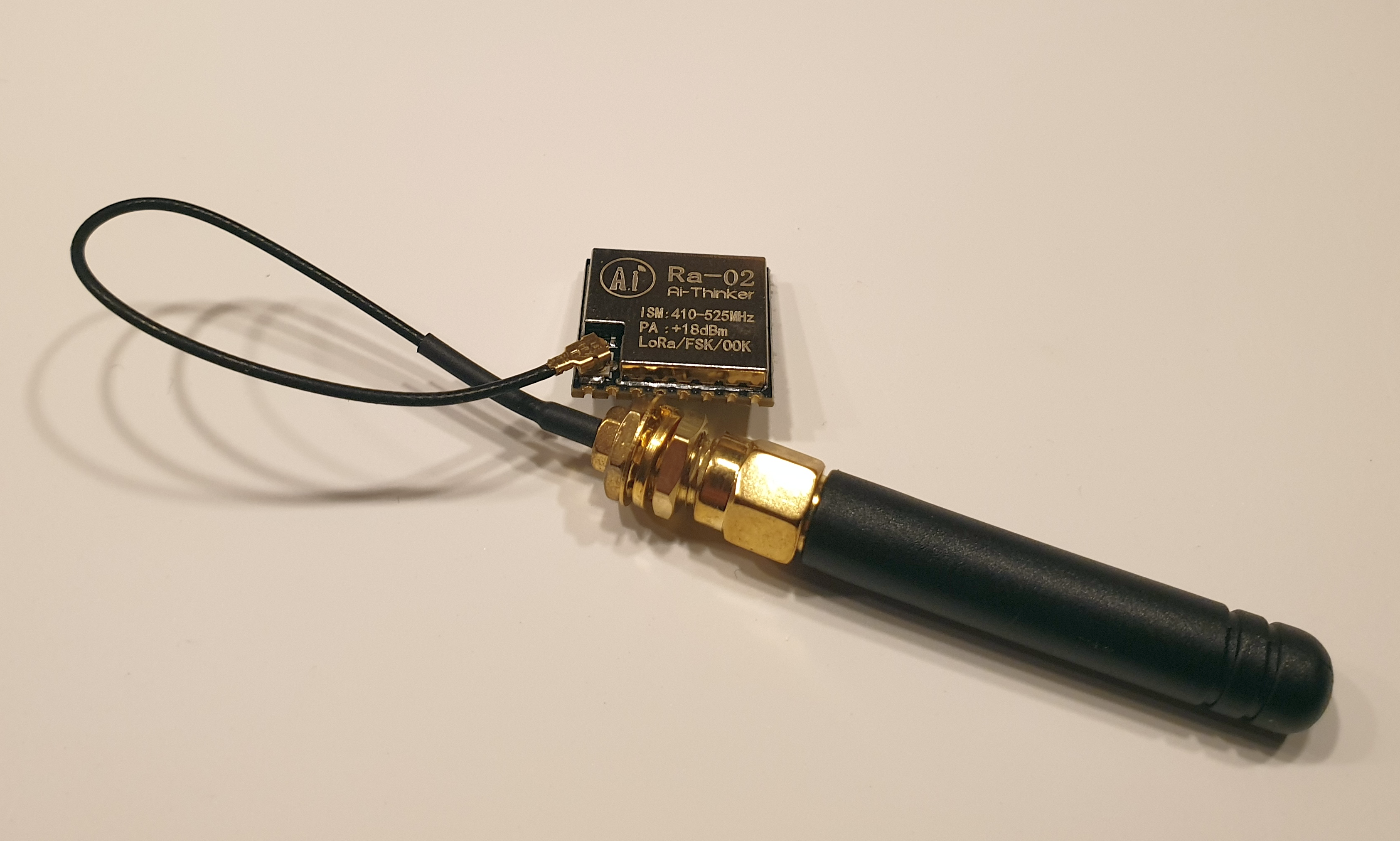
Ra-02-es LoRa modul SX1278 IC-vel

A LoRa (Long Range, magyarul „nagy hatótávolságú”) egy kis kimenőteljesítményű, WAN hálózati (low-power wide-area network; LPWAN) technológia. Széles spektrumú modulációs technikát, a „ciripelő” spektrumot (chirp spread spectrum; CSS) alkalmazza átviteli megoldásként. A LoRa-t a francia Grenoble-i Cycleo fejlesztette ki, és a Semtech, a LoRa Szövetség alapító tagjaként gondozza.

## Jellemzők
A LoRa a nem engedélyköteles ISM (industrial, scientific and medical) rádiófrekvencia-sávokat használja:
- EU: 863 – 870 MHz
- EU: 433 MHz
- USA: 902 – 928 MHz
- Ausztrália: 915 – 928 MHz
- Kína: 779 – 787 MHz
- Kína: 470 – 510 MHz
- Ázsia: 923 MHz
- Korea: 920 – 926 MHz
- Indonézia: 865 – 869 MHz

A LoRa hosszú távú távközlést tesz lehetővé (ez nyílt terepen akár több mint 10 km is lehet) alacsony energiafogyasztás mellett. A technológia specifikálja az OSI-modell szerinti fizikai réteget, míg az erre épülő technológiák és protokollok, például a LoRaWAN (nagy hatótávolságú szélessávú hálózat; Long Range Wide Area Network) a kommunikációs technológia felső rétegeit írják le.
A LoRa eszközök az átjárók időbélyegzőinek a segítségével speciális, geolokációs képességgel rendelkeznek az eszközök helyzetének háromszögeléshez (hasonlóan a GPS-hez).
A LoRa és a LoRaWAN lehetővé teszi a nagy távolságú csatlakoztatást a dolgok internetje (IoT) eszközök számára.

## LoRa PHY (fizikai szint)
A LoRa fizikai rétege szabadalom-védett; ezért nincs szabadon elérhető hivatalos dokumentáció, a Semtech által kiadott áttekintésen és más vonatkozó műszaki előírásokon kívül. Számos független kutató ennek ellenére elemezte ezt és dokumentálták megállapításaikat.
A LoRa szabadalmaztatott spektrummodulációt alkalmaz, amely hasonló a ciripelő szórt spektrumú (CSS) modulációhoz, illetve annak egy származéka. Ez lehetővé teszi, hogy a LoRa az adatsebességét a szórásmennyiség kiválasztásával és rögzítésével stabilizálni tudja (ez a paraméter 7 és 12 között választható). Ez a terjedési tényező meghatározza az adatsebességet és a rádió érzékenységét, illetve az ehhez szükséges energiafelhasználást. 

### LoRa IC-k
A Semtech a LoRa eltérő ISM alkalmazásaihoz eltérő szériájú IC-ket fejlesztett, ezek a következők:
- SX1261: 433Mhz 868MHz 915MHz
- SX1262: 1W 868/915Mhz
- SX1268: 433MHz
- SX1272: 868MHz
- SX1276: 868MHz 915MHz
- SX1278: 433MHz

## LoRaWAN
Míg a LoRa specifikálja az OSI-modell szerinti alsó fizikai réteget, a LoRaWAN egy a számos protokoll közül, melyet a hálózat felső rétegeinek lefedésére fejlesztettek ki. A LoRaWAN egy felhőalapú hozzáférés-vezérlő (medium access control; MAC) rétegprotokoll, ami főként hálózati réteg-protokollként működik, így ez az LPWAN átjárók és a végcsomópontok közötti kommunikáció kezelésére szolgál útválasztási protokollként, melyet a LoRa Alliance tart fenn.
A LoRaWAN meghatározza a hálózat kommunikációs protokollját és rendszer-architektúráját, míg a LoRa fizikai réteg lehetővé teszi az alacsony szintű, hosszú távú kommunikációs kapcsolatot. A LoRaWAN felelős az összes hálózati eszköz kommunikációs frekvenciáinak, adatátviteli sebességének és teljesítményének a kezeléséért is.
A hálózat eszközei aszinkron eljárással továbbítanak, amennyiben az adatok rendelkezésre állnak. A végcsomópont által továbbított adatokat több átjáró fogadja, ezek „spontán” továbbítják az adatcsomagokat egy központi hálózati szerverre. A hálózati szerver kiszűri a duplikált csomagokat, elvégzi a biztonsági ellenőrzéseket és kezeli a hálózatot. A technológia mérsékelt terhelés esetén kiemelkedő megbízhatóságot mutat, azonban nagyobb terhelés esetén a visszaigazolások küldésével kapcsolatban még adódnak problémái.

### A LoRaWAN eszköz-osztályai
A LoRaWAN 3 eszköz-osztályt definiál:

#### Class "A"
Az "A" osztályú eszközök akkumulátorral működnek. Ha az egység adatot küld a szerver felé, akkor két rövid, ellenirányú ablakot nyit meg az esetleges parancsokhoz. Ha a szerver nem tud lefelé parancsot küldeni a két rövid ablaknyi időben, akkor meg kell várnia a következő felfelé irányuló üzenetet.

#### Class "B"
A B osztályú eszközök is akkumulátorral működnek, de az A osztályú két rövid ablakon kívül a B osztálynak van egy további ablakja is, melyet ütemezett időpontokban nyit meg. Ez az ablak szinkronizálva van a szerverrel, és lehetővé teszi a szerver számára, hogy az adott időpontokban parancsot küldjön az egységnek.

#### Class "C"
A C osztályú készülékek közvetlen betáppal rendelkeznek, a vételi ablakok csaknem folyamatosan nyitottak, csak az átvitel idejére zárják le azokat.

### LoRaWAN adatbiztonság
A LoRaWAN kétféle szimmetrikus munkamenetkulcsot használ a kommunikáció biztonsága érdekében, melyek mindegyike LoRa eszközönként egyediek. Az NwkSkey az üzenetek integritásának garantálására szolgál az eszköztől a LoRa hálózati kiszolgálóig. Az AppSkey az end-to-end AES-128 titkosításhoz használható az eszköztől az alkalmazáskiszolgálóig.

#### OTAA
(Over-the-Air-Activation)
A LoRaWAN eszközök két módon csatlakozhatnak a hálózathoz. Az első az OTAA, (Over-the-Air-Activation). Az eszköz és a hálózat ilyenkor egy 128 bites AppKey kulcsot cserél. Amikor a készülék elküldi a csatlakozási kérelmet, az AppKey is MIC kérelmet (Message Integrity Code) hoz létre. A kiszolgáló ellenőrzi a MIC-et az AppKey alkalmazásával.
Ha az ellenőrzés mindent érvényesnek talál, a szerver két új 128 bites kulcsot, egy applikációs kulcsot (AppSkey) és egy hálózati kulcsot (NwkSkey) generál. Ezeket a kulcsokat visszaküldi az eszközre az AppKey segítségével. Az üzenet megérkezése után az eszköz dekódolja és telepíti a két munkamenetkulcsot.

#### ABP
(Activation by Personalization)
A hálózati csatlakozás második módja az ABP (Activation by Personalization). Ebben az esetben a készülékek munkamenetkulcsait a felhasználó kezeli.

### A LoRaWAN átviteli távolság rekordja
Jelenleg ezt a csúcsot egy Németország és Hollandia határán felbocsátott ballon, illetve az arra szerelt LoRaWAN jeladó tartja. A ballon 38.772 méter magasra emelkedett, és a jeleit a lengyel Wroclaw-ban is sikerült fogni, 702,676 km távolságra.

### LoRaWAN és Arduino
A LoRaWAN kedvező áron elérhető, alacsony energiafelhasználású moduljaihoz jól illeszkedik az Arduino vezérlőcsalád. Ezeknek szintén alacsony az energiafelnasználása és a szenzorok és aktorok nagyon széles palettája érhető el az Arduino alkalmazásával – LoRaWAN-nal való párosításával. Az AI-Thinker 433MHz-es LoRa modulja az Arduino talán legismertebb LoRa kompatibilis kommunikációs eszköze. A modult az Arduino-val SPI kommunikáció alkalmazásával lehet illeszteni.

## Verziótörténet
2015. január: 1,0 
2016. február: 1.0.1 
2016. július: 1.0.2 
2017. október: 1.1., Kiegészítve a B osztállyal 
2018. július: 1.0.3 

## A LoRa Szövetség
A LoRa Alliance egy szövetség, amelyet 2015-ben hoztak létre a LoRaWAN protokoll támogatására, valamint az összes LoRaWAN termék és technológia interoperabilitásának biztosítására. Ennek a nyílt, nonprofit szervezetnek több mint 500 tagja van. A LoRa Szövetség a tagjai között tudhat néhány, az iparágban meghatározó nagyvállalatot: IBM, Actility, MicroChip, Orange, Cisco, KPN, Swisscom, Semtech, Bouygues Telecom, Singtel, Proximus és Cavagna Group. 
2018-ban a LoRa Szövetségnek több mint 100 LoRaWAN hálózatüzemeltetője volt több mint 100 országban. A szövetséget a VTM Csoport irányítja Beareconban, Oregonban. Geoff Mulligan volt az elnök 2018-ig, amikor Donna Moore lett a vezérigazgató és az elnök.

## Fordítás
- Ez a szócikk részben vagy egészben  a   LoRa című angol Wikipédia-szócikk fordításán alapul.  Az eredeti cikk szerkesztőit annak laptörténete sorolja fel. Ez a jelzés csupán a megfogalmazás eredetét és a szerzői jogokat jelzi, nem szolgál a cikkben szereplő információk forrásmegjelöléseként.